# أيانو تسوجي
أيانو تسوجي (باليابانية: つじあやの؛ بالكانا: うららかさん) هي ملحنة ومغنية مؤلفة ومغنية وموسيقية يابانية، ولدت في 6 يناير 1978 في كيوتو في اليابان.

## وصلات خارجية
- الموقع الرسمي
- أيانو تسوجي على موقع IMDb (الإنجليزية)
- أيانو تسوجي على موقع ميوزك برينز (الإنجليزية)
- أيانو تسوجي على موقع ديسكوغز (الإنجليزية)
- أيانو تسوجي على موقع قاعدة بيانات الفيلم (الإنجليزية)